# Jim Kennedy
James "Jim" Cox Kennedy, född 1948, är en amerikansk företagsledare som är styrelseordförande för konglomeratet Cox Enterprises, Inc. sedan 1988. Han var också vd för konglomeratet mellan 1988 och 2008.
Den amerikanska ekonomitidskriften Forbes rankar Kennedy till att vara den 37:e rikaste amerikanen och världens 105:e rikaste med en förmögenhet på $13 miljarder för den 12 augusti 2017.
Kennedy avlade en kandidatexamen i företagsekonomi vid University of Denver.
Han är son till Barbara Cox Anthony, bror till Blair Parry-Okeden, systerson till Anne Cox Chambers, kusin till James Cox Chambers, Katharine Rayner och Margaretta Taylor och dotterson till företagsledaren och politikern James M. Cox.